# Campionato mondiale femminile under 20 di calcio 2024
Il campionato mondiale femminile under 20 di calcio 2024 è stata l'undicesima edizione, comprese le prime due giocate da formazioni Under-19, del torneo, organizzato con cadenza biennale dalla FIFA e riservato alle rappresentative nazionali di calcio femminile giovanili mondiali le cui squadre sono formate da atlete al di sotto dei 20 anni d'età.
La fase finale si è disputata in Colombia, dal 31 agosto al 22 settembre 2024.
Il torneo è stato vinto dalla Corea del Nord, per la terza volta nella sua storia, battendo in finale il Giappone per 1-0. La nazionale nordcoreana è tornata così a vincere il torneo dopo otto anni dall'ultimo successo.

## Squadre qualificate
Per la fase finale si sono qualificate un totale di ventiquattro squadre. Oltre alla Colombia, che si è qualificata automaticamente come nazione ospitante, le altre 23 selezioni si sono qualificate tramite tornei continentali separati.
| Confederazione                            | Torneo di qualificazione                             | Qualificata/e  | Partecipazioni passate                                          |
| ----------------------------------------- | ---------------------------------------------------- | -------------- | --------------------------------------------------------------- |
| AFC (Asia)                                | Campionato asiatico Under-19 2023                    | Australia      | 4 (2002, 2004, 2006, 2022)                                      |
| AFC (Asia)                                | Campionato asiatico Under-19 2023                    | Giappone       | 7 (2002, 2008, 2010, 2012, 2016, 2018, 2022)                    |
| AFC (Asia)                                | Campionato asiatico Under-19 2023                    | Corea del Nord | 7 (2006, 2008, 2010, 2012, 2014, 2016, 2018)                    |
| AFC (Asia)                                | Campionato asiatico Under-19 2023                    | Corea del Sud  | 6 (2004, 2010, 2012, 2014, 2016, 2022)                          |
| CAF (Africa)                              | Qualificazioni CAF 2024                              | Camerun        | Debutto                                                         |
| CAF (Africa)                              | Qualificazioni CAF 2024                              | Ghana          | 6 (2010, 2012, 2014, 2016, 2018, 2022)                          |
| CAF (Africa)                              | Qualificazioni CAF 2024                              | Marocco        | Debutto                                                         |
| CAF (Africa)                              | Qualificazioni CAF 2024                              | Nigeria        | 10 (2002, 2004, 2006, 2008, 2010, 2012, 2014, 2016, 2018, 2022) |
| CONCACAF (Nord, Centro America & Caraibi) | Campionato nordamericano Under-20 2024               | Canada         | 8 (2002, 2004, 2006, 2008, 2012, 2014, 2016, 2022)              |
| CONCACAF (Nord, Centro America & Caraibi) | Campionato nordamericano Under-20 2024               | Costa Rica     | 3 (2010, 2014, 2022)                                            |
| CONCACAF (Nord, Centro America & Caraibi) | Campionato nordamericano Under-20 2024               | Messico        | 9 (2002, 2006, 2008, 2010, 2012, 2014, 2016, 2018, 2022)        |
| CONCACAF (Nord, Centro America & Caraibi) | Campionato nordamericano Under-20 2024               | Stati Uniti    | 10 (2002, 2004, 2006, 2008, 2010, 2012, 2014, 2016, 2018, 2022) |
| CONMEBOL (Sud America)                    | Nazione ospitante                                    | Colombia       | 2 (2010, 2022)                                                  |
| CONMEBOL (Sud America)                    | Campionato sudamericano Under-20 2024                | Argentina      | 3 (2006, 2008, 2012)                                            |
| CONMEBOL (Sud America)                    | Campionato sudamericano Under-20 2024                | Brasile        | 10 (2002, 2004, 2006, 2008, 2010, 2012, 2014, 2016, 2018, 2022) |
| CONMEBOL (Sud America)                    | Campionato sudamericano Under-20 2024                | Paraguay       | 2 (2014, 2018)                                                  |
| CONMEBOL (Sud America)                    | Campionato sudamericano Under-20 2024                | Venezuela      | 1 (2016)                                                        |
| OFC (Oceania)                             | Campionato oceaniano Under-19 2023                   | Figi           | Debutto                                                         |
| OFC (Oceania)                             | Campionato oceaniano Under-19 2023                   | Nuova Zelanda  | 9 (2002, 2006, 2008, 2010, 2012, 2014, 2016, 2018, 2022)        |
| UEFA (Europa)                             | Campionato europeo femminile under 19 di calcio 2023 | Austria        | Debutto                                                         |
| UEFA (Europa)                             | Campionato europeo femminile under 19 di calcio 2023 | Francia        | 8 (2002, 2006, 2008, 2010, 2014, 2016, 2018, 2022)              |
| UEFA (Europa)                             | Campionato europeo femminile under 19 di calcio 2023 | Germania       | 10 (2002, 2004, 2006, 2008, 2010, 2012, 2014, 2016, 2018, 2022) |
| UEFA (Europa)                             | Campionato europeo femminile under 19 di calcio 2023 | Paesi Bassi    | (2 2018, 2022)                                                  |
| UEFA (Europa)                             | Campionato europeo femminile under 19 di calcio 2023 | Spagna         | 4 (2004, 2016, 2018, 2022)                                      |

## Stadi
Il 20 febbraio 2024 la FIFA ha annunciato i quattro stadi scelti per il torneo, nelle tre città di Bogotà, Cali e Medellín.
| Bogotà Cali Medellín | Bogotà                 | Bogotà           | Medellín                 | Cali                    |
| -------------------- | ---------------------- | ---------------- | ------------------------ | ----------------------- |
| Bogotà Cali Medellín | Stadio Nemesio Camacho | Stadio El Techo  | Stadio Atanasio Girardot | Stadio Pascual Guerrero |
| Bogotà Cali Medellín | Capienza: 39 512       | Capienza: 10 000 | Capienza: 44 826         | Capienza: 37 000        |
| Bogotà Cali Medellín |                        |                  |                          |                         |

## Fase a gironi
Si qualificano alla fase ad eliminazione diretta la prima e la seconda classificata di ogni girone e le migliori quattro fra le terze classificate. Le posizioni in classifica vengono determinate usando, nell'ordine, i seguenti criteri:
1. maggior numero di punti:
2. miglior differenza reti;
3. maggior numero di gol segnati.

Se non è possibile stabilire la graduatoria con i precedenti criteri per due o più squadre vengono presi in considerazione:
1. maggior numero di punti ottenuti negli scontri diretti;
2. miglior differenza reti negli scontri diretti;
3. maggior numero di gol segnati negli scontri diretti;
4. maggior numero di reti nella classifica del fair play:
  - primo cartellino giallo: 1 punto in meno;
  - cartellino rosso da somma di ammonizioni: 3 punti in meno;
  - cartellino rosso diretto: 4 punti in meno;
  - cartellino giallo e cartellino rosso diretto: 5 punti in meno;
5. sorteggio da parte del FIFA Organising Committee.

### Gruppo A

#### Classifica
| Pos. | Squadra   | Pt | G | V | N | P | GF | GS | DR |
| ---- | --------- | -- | - | - | - | - | -- | -- | -- |
| 1.   | Colombia  | 9  | 3 | 3 | 0 | 0 | 4  | 0  | +4 |
| 2.   | Messico   | 4  | 3 | 1 | 1 | 1 | 4  | 3  | +1 |
| 3.   | Camerun   | 4  | 3 | 1 | 1 | 1 | 4  | 3  | +1 |
| 4.   | Australia | 0  | 3 | 0 | 0 | 3 | 0  | 6  | -6 |

#### Risultati
| Arbitro: | Marta Huerta de Aza |

|              |           |                        |
| Eto 52’, 85’ | Marcatori | 3’ García 40’ Saldívar |

| Arbitro: | Ivana Martinčić |

|                       |           |  |
| López 58’ Caicedo 76’ | Marcatori |  |

| Arbitro: | Marcelly Zambrano |

|                         |           |  |
| Servin 57’ Lomelí 90+1’ | Marcatori |  |

| Arbitro: | Maria Sole Ferrieri Caputi |

|           |           |  |
| Muñoz 68’ | Marcatori |  |

| Arbitro: | Iuliana Demetrescu |

|  |           |                |
|  | Marcatori | 38’ Espitaleta |

| Arbitro: | Natalie Simon |

|  |           |                          |
|  | Marcatori | 45+4’ Toko Njoya 61’ Eto |

### Gruppo B

#### Classifica
| Pos. | Squadra | Pt | G | V | N | P | GF | GS | DR  |
| ---- | ------- | -- | - | - | - | - | -- | -- | --- |
| 1.   | Brasile | 9  | 3 | 3 | 0 | 0 | 14 | 0  | +14 |
| 2.   | Francia | 4  | 3 | 1 | 1 | 1 | 14 | 6  | +8  |
| 3.   | Canada  | 4  | 3 | 1 | 1 | 1 | 12 | 5  | +7  |
| 4.   | Figi    | 0  | 3 | 0 | 0 | 3 | 0  | 29 | -29 |

#### Risultati
| Arbitro: | Dong Fangyu |

|                              |           |                                  |
| Scannapiéco 8’, 49’ Diaz 67’ | Marcatori | 4’ Rose 22’ Markesini 84’ Chukwu |

| Arbitro: | Crystal Sobers |

| |           |  |
| Lara 4’ Vitória Amaral 9’, 24’ Vendito 27’, 28’ Priscila 49’ (rig.) Milena 77’ Fernanda 82’ Gisele 86’ | Marcatori |  |

| Arbitro: | Oh Hyeon-jeong |

|  |           |                              |
|  | Marcatori | 7’, 19’ Vendito 75’ Priscila |

| Arbitro: | Shahenda El-Maghrabi |

|  |           |                                                                          |
|  | Marcatori | 7’, 28’ Smith 24’, 34’, 41’ Chukwu 32’, 35’ Briggs 54’ Ottey 67’ McBride |

| Arbitro: | Marcelly Zambrano |

|  |           | |
|  | Marcatori | 2’ Lejeune 10’, 45+3’, 55’, 80’ Joseph 14’ Neller 15’ (aut.) Rekha 41’ (rig.) Haugou 49’, 54’ Scannapiéco 90+5’ (rig.) Mendy |

| Arbitro: | Maria Sole Ferrieri Caputi |

|  |           |                         |
|  | Marcatori | 35’ Vendito 90+9’ Carol |

### Gruppo C

#### Classifica
| Pos. | Squadra     | Pt | G | V | N | P | GF | GS | DR |
| ---- | ----------- | -- | - | - | - | - | -- | -- | -- |
| 1.   | Spagna      | 9  | 3 | 3 | 0 | 0 | 5  | 0  | +5 |
| 2.   | Stati Uniti | 6  | 3 | 2 | 0 | 1 | 9  | 1  | +8 |
| 3.   | Paraguay    | 3  | 3 | 1 | 0 | 2 | 2  | 9  | -7 |
| 4.   | Marocco     | 0  | 3 | 0 | 0 | 3 | 0  | 6  | -6 |

#### Risultati
| Arbitro: | Anahí Fernández |

|            |           |  |
| Enrique 8’ | Marcatori |  |

| Arbitro: | Iuliana Demetrescu |

|                        |           |  |
| Acosta 37’, 56’ (rig.) | Marcatori |  |

| Arbitro: | Dong Fanyu |

|                  |           |  |
| Amezaga 20’, 37’ | Marcatori |  |

| Arbitro: | María Daza |

|  |           |                             |
|  | Marcatori | 48’ McCormack 90+6’ Dahlien |

| Arbitro: | Oh Hyeon-jeong |

|  |           |                       |
|  | Marcatori | 5’ Aparicio 89’ Moral |

| Arbitro: | Ivana Projkovska |

|                                                                         |           |  |
| Tordin 10’, 12’, 67’ Thompson 29’ McCormack 44’ Sentnor 52’ Dahlien 83’ | Marcatori |  |

### Gruppo D

#### Classifica
| Pos. | Squadra       | Pt | G | V | N | P | GF | GS | DR |
| ---- | ------------- | -- | - | - | - | - | -- | -- | -- |
| 1.   | Germania      | 6  | 3 | 2 | 0 | 1 | 8  | 4  | +4 |
| 2.   | Nigeria       | 6  | 3 | 2 | 0 | 1 | 6  | 3  | +3 |
| 3.   | Corea del Sud | 4  | 3 | 1 | 1 | 1 | 1  | 1  | 0  |
| 4.   | Venezuela     | 1  | 3 | 0 | 1 | 2 | 2  | 9  | -7 |

#### Risultati
| Arbitro: | Natalie Simon |

|                                                               |           |                                   |
| Steiner 15’ Bender 38’ (rig.), 45+6’ Nachtigall 44’ Zicai 56’ | Marcatori | 43’ (aut.) Adamczyk 90+5’ Apóstol |

| Arbitro: | Karen Hernández |

|               |           |  |
| Sabastine 86’ | Marcatori |  |

| Arbitro: | Astrid Gramajo |

|                                     |           |                |
| Şehitler 17’ Zdebel 61’ Ernst 90+3’ | Marcatori | 50’ Okwuchukwu |

| Bogotà 4 settembre 2024, ore 20:00 UTC-5 | Corea del Sud  | 0 – 0 referto | Venezuela | Stadio El Techo\| Arbitro: \| Crystal Sobers \| |
| Arbitro:                                 | Crystal Sobers |               |           |                                                 |

| Arbitro: | Anahí Fernández |

|               |           |  |
| Soo-Jeong 22’ | Marcatori |  |

| Arbitro: | Marta Huerta de Aza |

|  |           |                                                        |
|  | Marcatori | 16’ Bello 28’ Okwuchukwu 45+5’ Sabastine 90+4’ Igbokwe |

### Gruppo E

#### Classifica
| Pos. | Squadra       | Pt | G | V | N | P | GF | GS | DR  |
| ---- | ------------- | -- | - | - | - | - | -- | -- | --- |
| 1.   | Giappone      | 9  | 3 | 3 | 0 | 0 | 13 | 1  | +12 |
| 2.   | Austria       | 6  | 3 | 2 | 0 | 1 | 5  | 4  | +1  |
| 3.   | Ghana         | 3  | 3 | 1 | 0 | 2 | 5  | 7  | -2  |
| 4.   | Nuova Zelanda | 0  | 3 | 0 | 0 | 3 | 2  | 13 | -11 |

#### Risultati
| Arbitro: | Veronika Bernatskaia |

|                |           |                                  |
| Nyamekye 90+1’ | Marcatori | 12’ Fankhauser 71’ (rig.) Ojukwu |

| Arbitro: | Dione Rissios |

|                                                                    |           |  |
| Hijikata 16’, 38’ Sasai 41’, 90+1’ Oyama 45’ Koyama 60’ Hayama 75’ | Marcatori |  |

| Arbitro: | Karen Hernández |

|                                                    |           |                     |
| Sasai 45’ Matsukubo 45+6’ Hayama 50’ Matsunaga 90’ | Marcatori | 83’ (rig.) Nyamekye |

| Arbitro: | Natacha Konan |

|                           |           |           |
| Gutmann 10’, 15’ Mädl 67’ | Marcatori | 90’ Clegg |

| Arbitro: | Shahenda El Maghribi |

|  |           |                   |
|  | Marcatori | 38’, 79’ Hijikata |

| Arbitro: | Maria Daza |

|            |           |                             |
| Elliot 64’ | Marcatori | 59’, 72’ Abdulai 90+6’ Twum |

### Gruppo F

#### Classifica
| Pos. | Squadra        | Pt | G | V | N | P | GF | GS | DR  |
| ---- | -------------- | -- | - | - | - | - | -- | -- | --- |
| 1.   | Corea del Nord | 9  | 3 | 3 | 0 | 0 | 17 | 2  | +15 |
| 2.   | Paesi Bassi    | 4  | 3 | 1 | 1 | 1 | 5  | 5  | 0   |
| 3.   | Argentina      | 4  | 3 | 1 | 1 | 1 | 6  | 9  | -3  |
| 4.   | Costa Rica     | 0  | 3 | 0 | 0 | 3 | 0  | 12 | -12 |

#### Risultati
| Arbitro: | Ivana Projkovska |

|                                                                       |           |                  |
| Pak 6’ Jon 10’ Aprile 45+2’ (aut.) Hyang 47’ Choe 75’ Kang-ryon 90+2’ | Marcatori | 45+5’, 82’ Nuñez |

| Arbitro: | Natacha Konan |

|  |           |                               |
|  | Marcatori | 24’ Buurman 76’ Oude Elberink |

| Arbitro: | Dione Rissios |

|                                                                                                |           |  |
| Benavides 6’ (aut.) Un-yong 8’ Choe 28’, 34’ Pak 43’ Song Gyong 49’, 55’ Kum 69’ Kang-ryon 85’ | Marcatori |  |

| Arbitro: | Veronika Bernatskaia |

|                                          |           |                                  |
| Buurman 16’ Van Egmond 38’ Lacroix 45+2’ | Marcatori | 43’ Domínguez 48’, 71’ Rodríguez |

| Arbitro: | Astrid Gramajo |

|  |           |                    |
|  | Marcatori | 45+2’ Choe 64’ Kum |

| Arbitro: | Dong Fanyu |

|           |           |  |
| Nuñez 18’ | Marcatori |  |

### Confronto tra le terze classificate
Le quattro squadre con la miglior classifica si qualificano agli ottavi di finale. I criteri usati per determinare il miglior piazzamento sono, nell'ordine:
1. maggior numero di punti;
2. miglior differenza reti;
3. maggior numero di reti segnate;
4. classifica del fair play;
5. sorteggio.

| Pos. | Gr. | Squadra       | Pt | G | V | N | P | GF | GS | DR |
| ---- | --- | ------------- | -- | - | - | - | - | -- | -- | -- |
| 1.   | B   | Canada        | 4  | 3 | 1 | 1 | 1 | 12 | 5  | +7 |
| 2.   | A   | Camerun       | 4  | 3 | 1 | 1 | 1 | 4  | 3  | +1 |
| 3.   | D   | Corea del Sud | 4  | 3 | 1 | 1 | 1 | 1  | 1  | 0  |
| 4.   | F   | Argentina     | 4  | 3 | 1 | 1 | 1 | 6  | 9  | -3 |
| 5.   | E   | Ghana         | 3  | 3 | 1 | 0 | 2 | 5  | 7  | -2 |
| 6.   | C   | Paraguay      | 3  | 3 | 1 | 0 | 2 | 2  | 9  | -7 |

## Fase ad eliminazione diretta
|  | Ottavi di finale  | Ottavi di finale  | Ottavi di finale |                |                   | Quarti di finale  | Quarti di finale | Quarti di finale |             |             | Semifinali  | Semifinali | Semifinali |                 |                 | Finale          | Finale | Finale |  |
|  |                   |                   |                  |                |                   |                   |                  |                  |             |             |             |            |            |                 |                 |                 |        |        |  |
|  | Messico           | Messico           | 2                |                |                   |                   |                  |                  |             |             |             |            |            |                 |                 |                 |        |        |  |
|  | Messico           | Messico           | 2                |                |                   |                   |                  |                  |             |             |             |            |            |                 |                 |                 |        |        |  |
|  | Stati Uniti (dts) | Stati Uniti (dts) | 3                |                |                   |                   |                  |                  |             |             |             |            |            |                 |                 |                 |        |        |  |
|  | Stati Uniti (dts) | Stati Uniti (dts) | 3                |                | Stati Uniti (dtr) | Stati Uniti (dtr) | 2 (3)            |                  |             |             |             |            |            |                 |                 |                 |        |        |  |
|  |                   |                   |                  |                | Stati Uniti (dtr) | Stati Uniti (dtr) | 2 (3)            |                  |             |             |             |            |            |                 |                 |                 |        |        |  |
|  |                   |                   | Germania         | Germania       | 2 (1)             |                   |                  |                  |             |             |             |            |            |                 |                 |                 |        |        |  |
|  | Germania          | Germania          | Germania         | Germania       | 2 (1)             | 5                 |                  |                  |             |             |             |            |            |                 |                 |                 |        |        |  |
|  | Germania          | Germania          |                  |                |                   |                   |                  |                  |             |             |             |            |            |                 |                 |                 |        |        |  |
|  | Argentina         | Argentina         | 1                |                |                   |                   |                  |                  |             |             |             |            |            |                 |                 |                 |        |        |  |
|  | Argentina         | Argentina         | 1                |                | Stati Uniti       | Stati Uniti       | 0                |                  |             |             |             |            |            |                 |                 |                 |        |        |  |
|  |                   |                   |                  |                |                   |                   |                  |                  |             |             |             |            |            |                 |                 |                 |        |        |  |
|  |                   |                   | Corea del Nord   | Corea del Nord | 1                 |                   |                  |                  |             |             |             |            |            |                 |                 |                 |        |        |  |
|  | Brasile (dts)     | Brasile (dts)     | Corea del Nord   | Corea del Nord | 1                 | 3                 |                  |                  |             |             |             |            |            |                 |                 |                 |        |        |  |
|  | Brasile (dts)     | Brasile (dts)     |                  |                |                   |                   |                  |                  |             |             |             |            |            |                 |                 |                 |        |        |  |
|  | Camerun           | Camerun           | 1                |                |                   |                   |                  |                  |             |             |             |            |            |                 |                 |                 |        |        |  |
|  | Camerun           | Camerun           | 1                |                | Brasile           | Brasile           | 0                |                  |             |             |             |            |            |                 |                 |                 |        |        |  |
|  |                   |                   |                  |                | Brasile           | Brasile           | 0                |                  |             |             |             |            |            |                 |                 |                 |        |        |  |
|  |                   |                   | Corea del Nord   | Corea del Nord | 1                 |                   |                  |                  |             |             |             |            |            |                 |                 |                 |        |        |  |
|  | Corea del Nord    | Corea del Nord    | Corea del Nord   | Corea del Nord | 1                 | 5                 |                  |                  |             |             |             |            |            |                 |                 |                 |        |        |  |
|  | Corea del Nord    | Corea del Nord    |                  |                |                   |                   |                  |                  |             |             |             |            |            |                 |                 |                 |        |        |  |
|  | Austria           | Austria           | 2                |                |                   |                   |                  |                  |             |             |             |            |            |                 |                 |                 |        |        |  |
|  | Austria           | Austria           | 2                |                | Corea del Nord    | Corea del Nord    | 1                |                  |             |             |             |            |            |                 |                 |                 |        |        |  |
|  |                   |                   |                  |                |                   |                   |                  |                  |             |             |             |            |            |                 |                 |                 |        |        |  |
|  |                   |                   | Giappone         | Giappone       | 0                 |                   |                  |                  |             |             |             |            |            |                 |                 |                 |        |        |  |
|  | Giappone          | Giappone          | Giappone         | Giappone       | 0                 | 2                 |                  |                  |             |             |             |            |            |                 |                 |                 |        |        |  |
|  | Giappone          | Giappone          |                  |                |                   | 2                 |                  |                  |             |             |             |            |            |                 |                 |                 |        |        |  |
|  | Nigeria           | Nigeria           | 1                |                |                   |                   |                  |                  |             |             |             |            |            |                 |                 |                 |        |        |  |
|  | Nigeria           | Nigeria           | 1                |                | Giappone (dts)    | Giappone (dts)    | 1                |                  |             |             |             |            |            |                 |                 |                 |        |        |  |
|  |                   |                   |                  |                | Giappone (dts)    | Giappone (dts)    | 1                |                  |             |             |             |            |            |                 |                 |                 |        |        |  |
|  |                   |                   | Spagna           | Spagna         | 0                 |                   |                  |                  |             |             |             |            |            |                 |                 |                 |        |        |  |
|  | Spagna            | Spagna            | Spagna           | Spagna         | 0                 | 2                 |                  |                  |             |             |             |            |            |                 |                 |                 |        |        |  |
|  | Spagna            | Spagna            |                  |                |                   |                   |                  |                  |             |             |             |            |            |                 |                 |                 |        |        |  |
|  | Canada            | Canada            | 1                |                |                   |                   |                  |                  |             |             |             |            |            |                 |                 |                 |        |        |  |
|  | Canada            | Canada            | 1                |                | Giappone          | Giappone          | 2                |                  |             |             |             |            |            |                 |                 |                 |        |        |  |
|  |                   |                   |                  |                |                   |                   |                  |                  |             |             |             |            |            |                 |                 |                 |        |        |  |
|  |                   |                   | Paesi Bassi      | Paesi Bassi    | 0                 |                   |                  |                  |             |             |             |            |            |                 |                 |                 |        |        |  |
|  | Francia           | Francia           | Paesi Bassi      | Paesi Bassi    | 0                 | 1                 |                  |                  |             |             |             |            |            | Finale 3º posto | Finale 3º posto | Finale 3º posto |        |        |  |
|  | Francia           | Francia           |                  |                |                   |                   |                  |                  |             |             |             |            |            |                 |                 |                 |        |        |  |
|  | Paesi Bassi (dts) | Paesi Bassi (dts) | 2                |                |                   |                   |                  |                  |             |             |             |            |            |                 |                 |                 |        |        |  |
|  | Paesi Bassi (dts) | Paesi Bassi (dts) | 2                |                | Paesi Bassi (dtr) | Paesi Bassi (dtr) | 2 (3)            |                  |             | Stati Uniti | Stati Uniti | 2          |            |                 |                 |                 |        |        |  |
|  |                   |                   |                  |                | Paesi Bassi (dtr) | Paesi Bassi (dtr) | 2 (3)            |                  |             | Stati Uniti | Stati Uniti | 2          |            |                 |                 |                 |        |        |  |
|  |                   |                   | Colombia         | Colombia       | 2 (0)             |                   |                  | Paesi Bassi      | Paesi Bassi | 1           |             |            |            |                 |                 |                 |        |        |  |
|  | Colombia          | Colombia          | Colombia         | Colombia       | 2 (0)             | 1                 |                  | Paesi Bassi      | Paesi Bassi | 1           |             |            |            |                 |                 |                 |        |        |  |
|  | Colombia          | Colombia          |                  |                |                   |                   |                  |                  |             |             |             |            |            |                 |                 |                 |        |        |  |
|  | Corea del Sud     | Corea del Sud     | 0                |                |                   |                   |                  |                  |             |             |             |            |            |                 |                 |                 |        |        |  |

### Ottavi di finale
| Arbitro: | Oh Hyeon-jeong |

|                        |           |            |
| Lloris 81’ Amezaga 65’ | Marcatori | 63’ Jourde |

| Arbitro: | Maria Sole Ferrieri Caputi |

|                                         |           |         |
| Priscila 35’ (rig.) Dudinha 91’, 120+4’ | Marcatori | 22’ Eto |

| Arbitro: | Marta Huerta de Aza |

|             |           |  |
| Caicedo 64’ | Marcatori |  |

| Arbitro: | Iuliana Demetrescu |

|                         |           |                                   |
| Vargas 22’ Salvídar 39’ | Marcatori | 10’ Tordin 27’ Sentnor 97’ Dudley |

| Arbitro: | Dione Rissios |

|                                                 |           |                         |
| Hyang 3’, 37’ Kang-Mi 53’ Un-Yong 74’ Pak 90+2’ | Marcatori | 11’ Mädl 63’ (aut.) Han |

| Arbitro: | Shahenda El-Maghrabi |

|                                                    |           |              |
| Janzen 6’ Nachtigall 24’, 37’ Bender 26’ Zicai 69’ | Marcatori | 43’ Lombardi |

| Arbitro: | Ivana Martinčić |

|             |           |                         |
| Mossard 33’ | Marcatori | 59’ Beijeren 103’ Stoit |

| Arbitro: | Natalie Simon |

|                            |           |                 |
| Matsunaga 33’ Hijikata 65’ | Marcatori | 90+1’ Shobowale |

### Quarti di finale
| Arbitro: | Dong Fangyu |

|                          |                      |                          |
| Stoit 37’ Weiman 85’     | Marcatori            | 14’, 63’ Torres          |
| De Ridder Kroese Buikema | Tiri di rigore 3 – 0 | Rodríguez Osorio Ortegón |

| Arbitro: | Marta Huerta de Aza |

|  |           |             |
|  | Marcatori | 49’ Un-yong |

| Arbitro: | Anahí Fernández |

|             |           |  |
| Yoneda 102’ | Marcatori |  |

| Arbitro: | Oh Hyeon-jeong |

|                                |                      |                               |
| Dudley 90+8’ Veit 90+9’ (aut.) | Marcatori            | 61’ (rig.) Zicai 90+2’ Bender |
| Sentnor Klenke Jackson         | Tiri di rigore 3 – 1 | Veit Platner Diehm Şehitler   |

### Semifinali
| Arbitro: | Ivana Martinčić |

|  |           |          |
|  | Marcatori | 22’ Choe |

| Arbitro: | Karen Hernández |

|                    |           |  |
| Matsukubo 55’, 83’ | Marcatori |  |

### Finale 3º posto
| Arbitro: | Shahenda El-Maghrabi |

|                                 |           |             |
| Sentnor 10’ Buikema 119’ (aut.) | Marcatori | 25’ Lacroix |

### Finale
| Arbitro: | Maria Sole Ferrieri Caputi |

|          |           |  |
| Choe 15’ | Marcatori |  |

## Classifica marcatrici

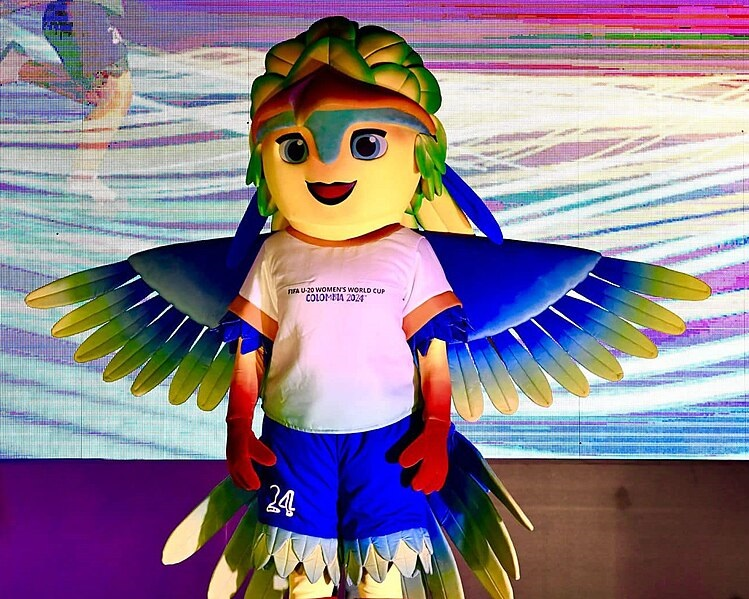
Kinti, Oficcial mascot

| Gol |  |  | Giocatore        | Squadra        |
| --- |  |  | ---------------- | -------------- |
| 6   |  |  | Il-Son Choe      | Corea del Nord |
| 5   |  |  | Maya Hijikata    | Giappone       |
| 5   |  |  | Natália Vendito  | Brasile        |
| 4   |  |  | Loreen Bender    | Germania       |
| 4   |  |  | Annabelle Chukwu | Canada         |
| 4   |  |  | Naomi Eto        | Camerun        |
| 4   |  |  | Liana Joseph     | Francia        |
| 4   |  |  | Dona Scannapiéco | Francia        |
| 4   |  |  | Pietra Tordin    | Stati Uniti    |